# Rocca di Dovadola

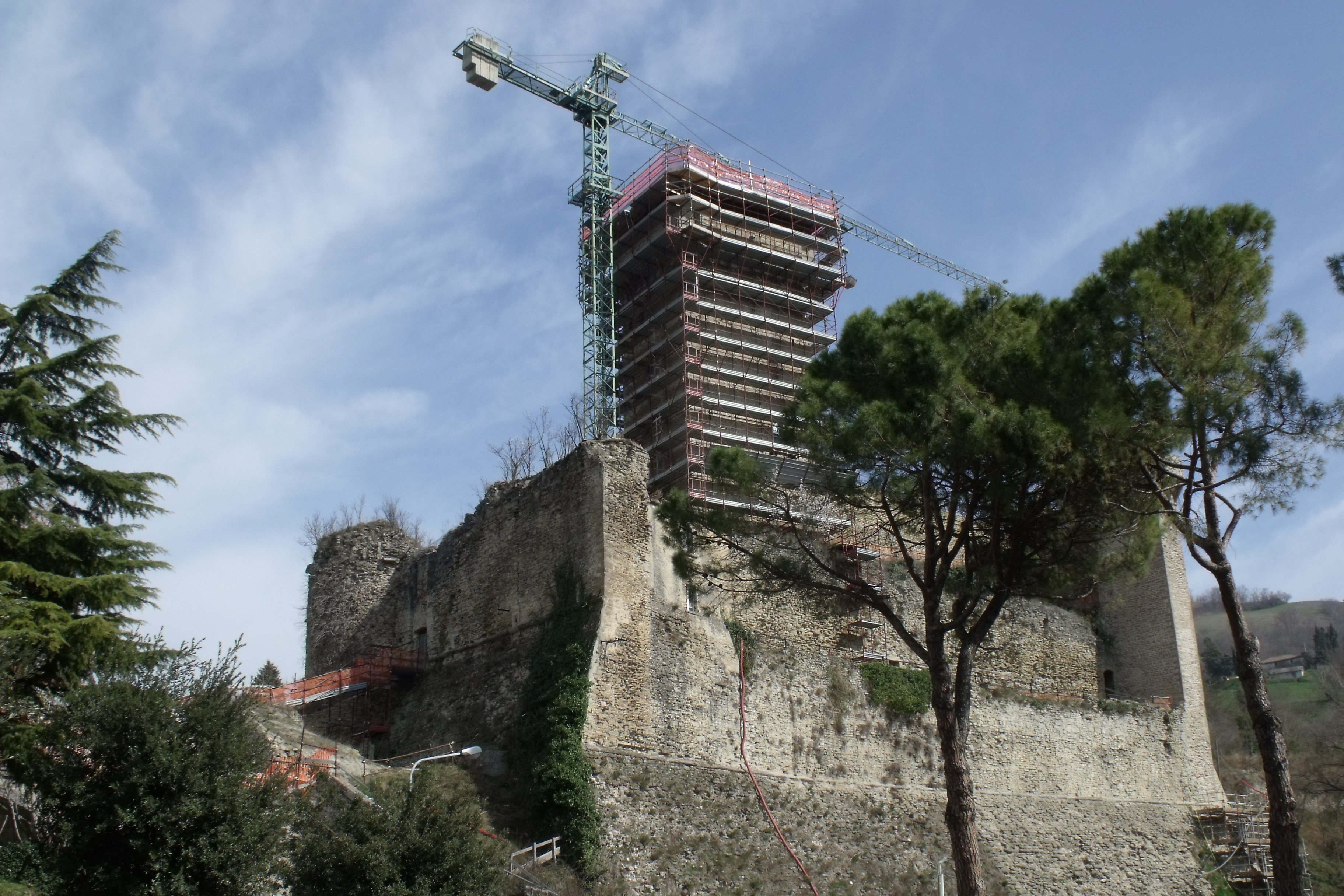
La rocca durante il restauro.

La Rocca di Dovadola, conosciuta anche come la Rocca dei Conti Guidi in memoria dell'antica famiglia Guidi, è un fortilizio che sorge ai margini del centro di abitato di Dovadola, in provincia di Forlì.

## Storia
La rocca venne edificata in una zona che fino dall'antichità rivestiva un ruolo di primaria importanza nel controllo dei valichi appenninici. Già probabilmente sede di un castrum romano, l'attuale rocca si erge in prossimità di baluardi longobardi che sorvegliavano le zone in prossimità dei territori bizantini. Le prime attestazioni della rocca risalgono al 1021 sebbene l'edificio attuale si debba far risalire al XIII secolo. La rocca, che sorge su uno sperone di roccia puddinga, che domina centro del paese. Sebbene l'incuria degli ultimi secoli abbia danneggiato la rocca in numerosi punti essa rimane, tra tutte le fortificazioni appartenute ai conti Guidi, quella nel miglior stato di conservazione. La rocca è intatta per quanto riguarda alcune strutture quali cortine, i bastioni ed il mastio; le rimanenti strutture che versavano in stato di abbandono, sono state recentemente restaurate.
La fortezza consta di tre piani o meglio di tre blocchi sovrapposti e concatenati da passaggi obbligati che collegano l'ingresso principale alla sommità del mastio. L'ingresso era munito di ponte levatoio di cui sono ancora visibili le corsie delle travi di sollevamento. L'ingresso, al quale si accede tramite il ponte, conduce nel cortile interno circondato dal mastio e dalle cortine difensive.
Il mastio è costruito su 5 piani, di cui due sotterranei.